# Thomas Klestil
Thomas Klestil ( [ˈtoːmas ˈklɛstɪl] ?; født 4. november 1932, død 6. juli 2004) var østrigsk diplomat. Han blev valgt til Østrigs præsident i 1992 og genvalgt i 1998. Han døde to dage, før hans sidste præsidentperiode ville udløbe den 8. juli 2004. Han efterfulgtes af Heinz Fischer.
Klestil var født i Wien, hvor han studerede økonomi og tog doktorgrad i 1957. Under sin diplomatkarriere var han bl.a. FN-ambassadør fra 1978 til 1982 og siden ambassadør i Washington fra 1982 til 1987. Fra 1987 var han det østrigske udenrigsministeriums øverste embedsmand.
Han blev opstillet af ÖVP til præsidentvalget i 1992, hvor han efterfulgte Kurt Waldheim. Han kom særlig i sin anden præsidentperiode i et modsætningsforhold til sit eget parti, særlig senere forbundskansler Wolfgang Schüssel. Specielt var han modstander af regeringssamarbejdet med Jörg Haiders frihedsparti (FPÖ).